# 因贾兹
因贾兹（阿拉伯文：‎，意为“成功”、“成就”），出生于2009年4月8日是一头雌性单峰骆驼，也是世界上第一头克隆骆驼。 阿拉伯联合酋长国迪拜骆驼繁殖中心的兽医及胚胎学专家尼萨尔·艾哈迈德·瓦尼博士于2009年4月14日宣布，经过克隆代孕母体378天“不太复杂的”妊娠，小骆驼成功诞生。

## 背景
此次克隆计划获得了阿联酋副总统兼总理、迪拜酋长国埃米尔穆罕默德·本·拉希德·阿勒马克图姆的亲自批准和资金支持。在此之前，迪拜酋长国已经进行过数次不成功的克隆骆驼试验。

## 克隆过程
因贾兹是由一头2005年被宰杀的成年骆驼的肉中提取的细胞克隆出来的。这些细胞在组织培养皿中生长，后被置于液氮中低温冷冻保存。之后，科学家将其中一个细胞的细胞核用显微注射法植入代孕母骆驼的一个被移除了细胞核的卵母细胞内，并用电流和化学方法促使细胞融合并发生细胞分裂。合成的胚胎经过一周的培养，又被植回代孕母骆驼的子宫内。二十天后，科学家用超声波监测出母骆驼怀孕了，而且在她的整个妊娠期间科学家都会用相同的方法进行监测。

## 检验
因贾兹出生后，它的DNA被送往迪拜的分子生物学与遗传学实验室进行鉴定，证实它确实是原骆驼细胞的复制品，从而证明因贾兹克隆成功。

## 影响
赛驼在阿联酋是一项有利可图的产业。骆驼繁殖中心的科学主任卢卢·斯基德莫尔博士对此评论说，因贾兹的成功克隆“为将来保护我们参加赛驼和产奶的良种骆驼的有价值的遗传科学提供了方法” 。